# Gammliavallen
Le Gammliavallen est un stade de football situé à Umeå, en Suède. Le stade d'une capacité de 14 000 places accueille les matchs de football de l'Umeå IK.

## Galerie

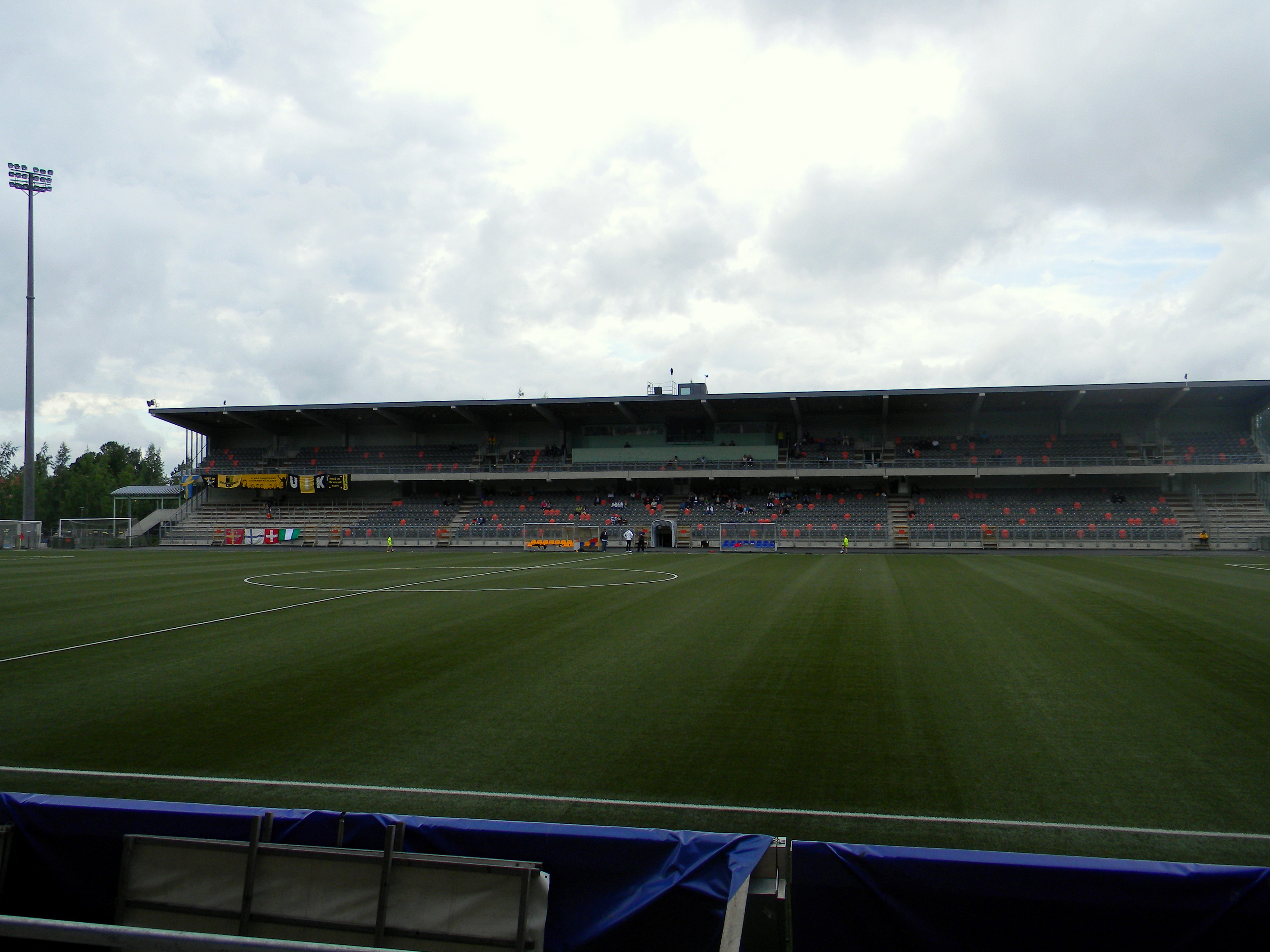
Gammliavallen, 2011